# Tim Burchett
Timothy Floyd "Tim" Burchett, född 25 augusti 1964 i Knoxville i Tennessee, är en amerikansk politiker (republikan). Han är ledamot av USA:s representanthus sedan 2019.
Burchett gick i skola i Bearden High School i Knoxville i Tennessee. Han avlade 1988 kandidatexamen vid University of Tennessee.